# Trofeo Alfredo Binda-Comune di Cittiglio 2017
De 42e editie van de Italiaanse wielerwedstrijd Trofeo Alfredo Binda-Comune di Cittiglio werd gehouden op 19 maart 2017. De start vond plaats in Taino, de aankomst lag in Cittiglio. Het was de derde wedstrijd van de UCI Women's World Tour 2017. De Britse Elizabeth Deignan (voorheen Armitstead) was titelverdedigster. De Amerikaanse Coryn Rivera won in de sprint van een uitgedund peloton. De lokale favoriet Elisa Longo Borghini ging van start als leidster in de World Tour en behield hierin de leiding door haar 9e plaats.

## Deelnemende ploegen
| UCI-teams                          | UCI-teams               | Nationale selectie |
| ---------------------------------- | ----------------------- | ------------------ |
| Alé Cipollini                      | Lares-Waowdeals         | Nederland          |
| Aromitalia Vaiano                  | Lensworld-Kuota         | Zwitserland        |
| Astana Women's Team                | Orica-Scott             |                    |
| BePink                             | S.C. Michela Fanini Rox |                    |
| Boels Dolmans                      | Servetto Giusta         |                    |
| BTC City Ljubljana                 | Team Sunweb             |                    |
| Canyon-SRAM                        | Team Tibco              |                    |
| Cervélo-Bigla                      | Top Girls Fassa Bortolo |                    |
| Cylance Pro Cycling                | Valcar PBM              |                    |
| Drops Cycling Team                 | Wiggle High5            |                    |
| FDJ Nouvelle-Aquitaine Futuroscope | WM3 Pro Cycling         |                    |
| Hitec Products                     |                         |                    |

## Uitslag
| Plaats  | Naam                  | Ploeg                              | Tijd     |
| ------- | --------------------- | ---------------------------------- | -------- |
| Winnaar | Coryn Rivera          | Team Sunweb                        | 3u25'26" |
| 2       | Arlenis Sierra        | Astana Women's Team                | z.t.     |
| 3       | Cecilie Uttrup Ludwig | Cervélo-Bigla                      | z.t.     |
| 4       | Chantal Blaak         | Boels Dolmans                      | + 02"    |
| 5       | Elena Cecchini        | Canyon-SRAM                        | z.t.     |
| 6       | Annemiek van Vleuten  | Orica-Scott                        | z.t.     |
| 7       | Eugenia Bujak         | BTC City Ljubljana                 | z.t.     |
| 8       | Katarzyna Niewiadoma  | WM3 Pro Cycling                    | z.t.     |
| 9       | Elisa Longo Borghini  | Wiggle High5                       | z.t.     |
| 10      | Ashleigh Moolman      | Cervélo-Bigla                      | z.t.     |
| 11      | Katrin Garfoot        | Orica-Scott                        | z.t.     |
| 12      | Rasa Leleivytė        | Aromitalia Vaiano                  | z.t.     |
| 13      | Hanna Nilsson         | BTC City Ljubljana                 | z.t.     |
| 14      | Vita Heine            | Hitec Products                     | z.t.     |
| 15      | Danielle King         | Cylance Pro Cycling                | z.t.     |
| 16      | Tatiana Guderzo       | Lensworld-Kuota                    | z.t.     |
| 17      | Shara Gillow          | FDJ Nouvelle-Aquitaine Futuroscope | z.t.     |
| 18      | Flávia Oliveira       | Lares-Waowdeals                    | z.t.     |
| 19      | Ellen van Dijk        | Team Sunweb                        | z.t.     |
| 20      | Alena Amjaljoesik     | Canyon-SRAM                        | z.t.     |
|         |                       |                                    |          |
| 44      | Ann-Sophie Duyck      | Drops Cycling Team                 | + 2'06"  |

1974 · 1975 · 1976 · 1977 · 1978 · 1979 · 1980 · 1981 · 1982 · 1983 · 1984 · 1985 · 1986 · 1987 · 1988 · 1989 · 1990 · 1991 · 1992 · 1993 · 1994 · 1995 · 1996 · 1997 · 1998 · 1999 · 2000 · 2001 · 2002 · 2003 · 2004 · 2005 · 2006 · 2007 · 2008 · 2009 · 2010 · 2011 · 2012 · 2013 · 2014 · 2015 · 2016 · 2017 · 2018 · 2019 · 2020 · 2021 · 2022 · 2023 · 2024 · 2025
 Strade Bianche ·
 Ronde van Drenthe ·
 Trofeo Alfredo Binda-Comune di Cittiglio ·
 Gent-Wevelgem ·
 Ronde van Vlaanderen ·
 Amstel Gold Race ·
 Waalse Pijl ·
 Luik-Bastenaken-Luik ·
 Ronde van Chongming ·
 Ronde van Californië ·
 The Women's Tour ·
 Ronde van Italië voor vrouwen ·
 La Course by Le Tour de France ·
 RideLondon Classic ·
 Open de Suède Vårgårda ·
 Ronde van Noorwegen ·
 Bretagne Classic ·
 Boels Rental Ladies Tour ·
 La Madrid Challenge by La Vuelta